# Paracladura dolabella
Paracladura dolabella är en tvåvingeart som först beskrevs av Krzeminska 2005.  Paracladura dolabella ingår i släktet Paracladura och familjen vintermyggor. Inga underarter finns listade i Catalogue of Life.